# Ключевской
Ключевской — посёлок в Пышминском городском округе Свердловской области России.

## Географическое положение
Посёлок расположен в 24 километрах (по автотрассе в 30 километрах) к югу-юго-западу от посёлка Пышма, в лесной местности, на берегах рек Скатинка и Дерней (правого притока реки Пышма).

## История
В 1964 г. Указом Президиума ВС РСФСР поселок отделения №2 совхоза «Первомайский»  переименован в Ключевской.

## Население
| 2002 | 2010 | 2021 |
| ---- | ---- | ---- |
| 209  | ↘186 | ↘109 |